# Sonobe (prefektura Kjóto)

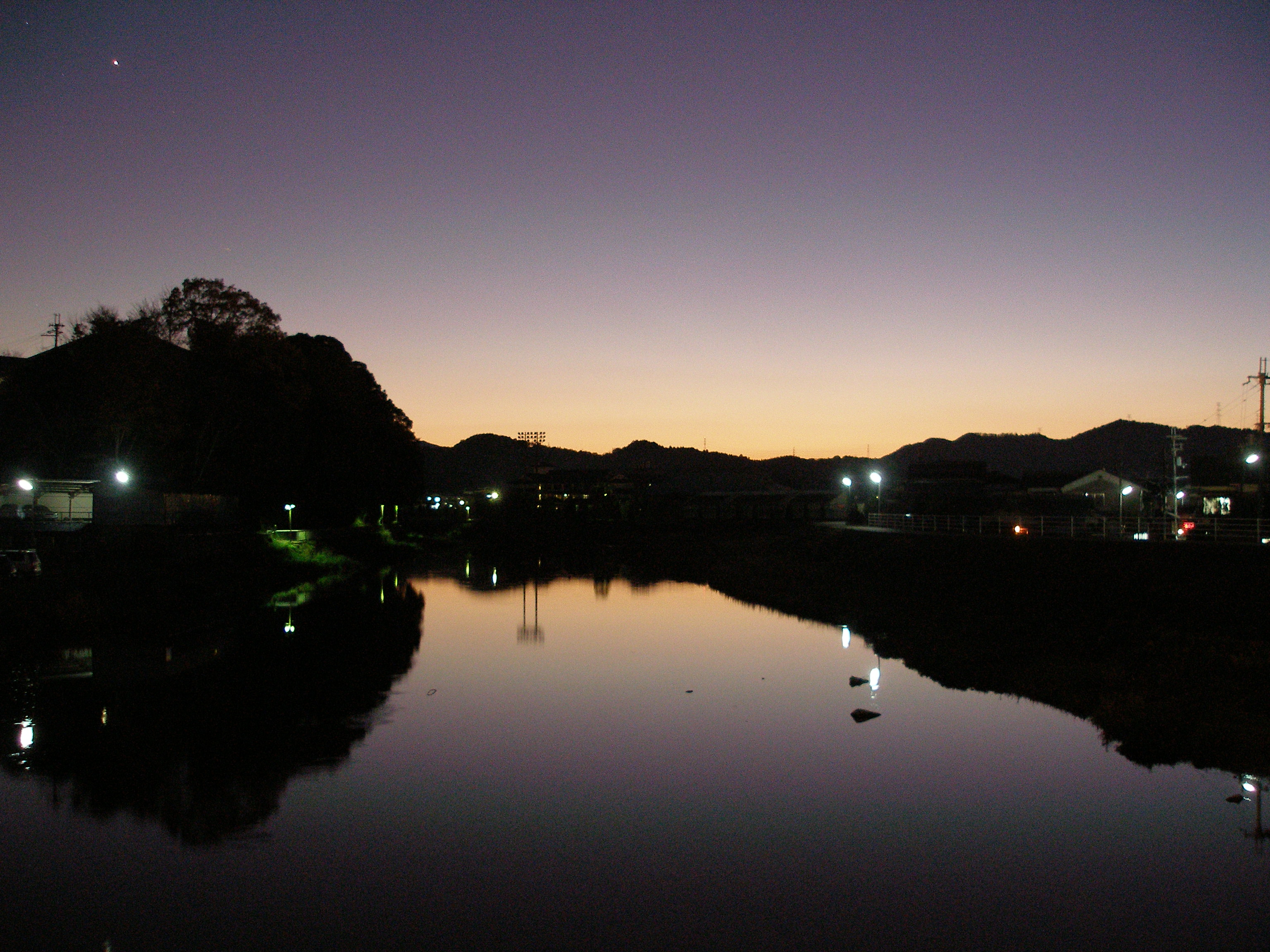
Západ slunce v Sonobe

Sonobe (japonsky: 園部町, přepis Sonobe-chō nebo Sonobe-čó) bylo město v Japonsku (v distriktu Funai v prefektuře Kjóto).
V roce 2003 mělo Sonobe asi 16 958 obyvatel, hustotu zalidnění mělo 164,99 lidí na km² a rozlohu 102,78 km².
Město v podstatě zaniklo 1. ledna 2006, protože se spojilo s městy Hijoši a Jagi z distriktu Funai a s městem Mijama z distriktu Kitakuwada. Spojením těchto měst vzniklo nové město Nantan, jehož je Sonobe administrativním centrem.

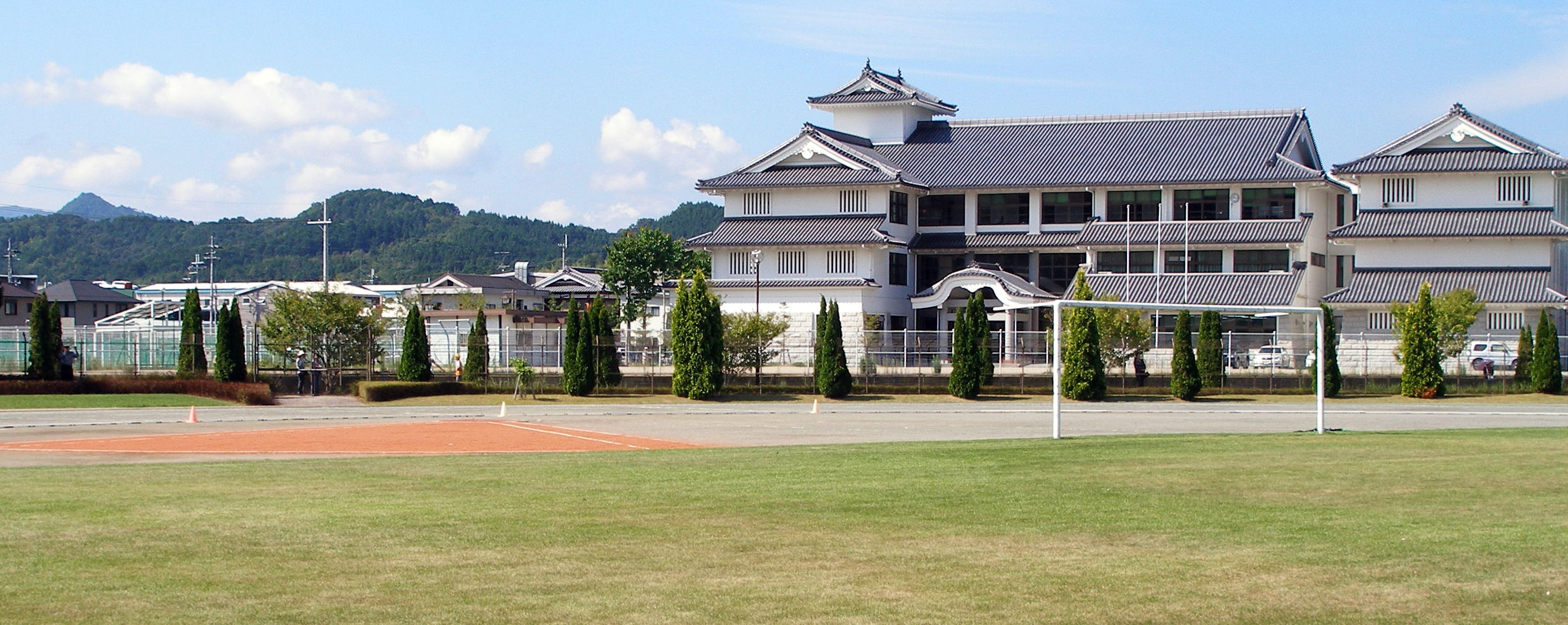
Juniorská vysoká škola v Sonobe

Ze Sonobe pochází Šigeru Mijamoto, herní designér, tvůrce světa Super Mario a postav Maria a Luigiho.